# Chirotica longicauda
Chirotica longicauda là một loài tò vò trong họ Ichneumonidae.